# Nayuha Toyoda
Nayuha Toyoda (豊田 奈夕葉 Toyoda Nayuha?,  nacido el 15 de septiembre de 1986 en Kanagawa) es una exfutbolista japonesa que jugaba como centrocampista.
Toyoda jugó 22 veces para la selección femenina de fútbol de Japón entre 2004 y 2010. Toyoda fue elegida para integrar la selección nacional de Japón para los Copa Mundial Femenina de Fútbol de 2007.

## Trayectoria

### Clubes
| Club                        | País  | Año         |
| --------------------------- | ----- | ----------- |
| Nippon TV Beleza            | Japón | 2003 - 2011 |
| Speranza FC Osaka-Takatsuki | Japón | 2012        |
| Albirex Niigata             | Japón | 2012        |
| Bunnys Kyoto SC             | Japón | 2013        |
| Yokohama FC Seagulls        | Japón | 2014        |

### Selección nacional
| Selección | País  | Año         |
| --------- | ----- | ----------- |
| Absoluta  | Japón | 2004 - 2010 |

## Estadística de equipo nacional
| Selección femenina de fútbol de Japón | Selección femenina de fútbol de Japón | Selección femenina de fútbol de Japón |
| Año                                   | Partidos                              | Goles                                 |
| ------------------------------------- | ------------------------------------- | ------------------------------------- |
| 2004                                  | 1                                     | 0                                     |
| 2005                                  | 4                                     | 0                                     |
| 2006                                  | 0                                     | 0                                     |
| 2007                                  | 8                                     | 0                                     |
| 2008                                  | 4                                     | 0                                     |
| 2009                                  | 2                                     | 0                                     |
| 2010                                  | 3                                     | 0                                     |
| Total                                 | 22                                    | 0                                     |